# Heliokrómia
A heliokrómia a fotográfiában használt színes, direktpozitív képrögzítési eljárás, a legelső próbálkozások egyike színes fényképfelvétel  előállítására.
Sosem terjedt el széles körben, így mára roppant kevés, ám annál értékesebb példány maradt csak fenn.

## Története
Először Jean Senebier svájci református pap és természettudós foglalkozott a heliokrómia jelenségével még 1782-ben, de figyelmét csakhamar másfelé fordította. Színelméleti írásaiban 1810-ben Johann Wolfgang von Goethe is megemlítette, hogy a klórezüst bizonyos feltételek teljesülése esetén színes fény hatására vele megegyező színűre változik. Érdemben először Johann Thomas Seebeck foglalkozott vele, 1810-ben egy klórezüsttel bevont papírra sikeresen felvette a nap színképét, de az így nyert képeket nem tudta rögzíteni. A fotográfia feltalálása után legközelebb az 1867. évi párizsi világkiállításon bukkant fel, ahol A. E. Becquerel és társa állított ki heliokrómiát, de csak sárga üvegbúra alatt, mert ők sem tudták fixálni a színeket. 
A problémát végül Veres Ferenc oldotta meg, módszerét 1889. április 14-én mutatta be a nagyközönségnek, de nem szabadalmaztatta. A gyakorlati használhatóságához azonban olyan jelentősen le kellett volna rövidítenie az expozíciós időt, melyet a kor technikája még nem tett lehetővé. Mivel ez nem sikerült, a gyakorlati fényképezésben nem játszott jelentős szerepet, különösen nem az autokróm eljárás megjelenése után.

## Az eljárás
Mivel a gyakorlatban nem volt alkalmazható, így főleg üvegre készült színes festményeket másoltak vele.
A celloidin emulziójú papírba különféle nehézfémek (általában kálium, ólom, ón vagy lítium esetleg urán) sóit vegyítik, majd az egészet megvilágítják. Az elsötétedett papírra teszik a másolandó színes üvegfestményt, direktpozitívként e sötét alapból világosodnak ki a színek. Kezdetben 48 órás expozícióra volt szükség, ezt Veress a több évtizedes kísérletezései során 20-40 percre csökkentette. Fixáláshoz alkoholban oldott ciánkáli vagy ammónia gyenge oldatát alkalmazták, mert a töményebb oldat a színeket megsemmisítette. Ha a kész képeket viasszal áttetszővé tették, lehetett őket vetíteni, vagy továbbmásolni.

## Anyaga
Papír, kollódium, ezüst-nitrát, urán-, stroncium-, kálium-, ólom-, ammónium-nitrát, kalcium-, kadmium-, ón-, lítium-klorid elsősorban. Mivel Veres Ferenc több mint 500 fajta emulziót próbált ki, a bennük felhasznált anyagok is különböztek, viszont mindig celloidin típusú papírkép volt az eljárás alapja.

### Méretei
A megmaradt Veress-heliokrómiák nagy része 15x23 cm nagyságú, csak néhány korai kísérlete 25x30 cm-es, a többi felfedező is nagyjából ilyen méretű képeket gyártott.